# شیطان اندوهگین
شیطان اندوهگین (به انگلیسی : Sad Satan) یک بازی کامپیوتری برای PC بوده با استفاده از موتور بازی سازی ترور ساخته شده است. که در ۲۵ ژوئن ۲۰۱۵ توسط کانال یوتوب Obscure Horror Corner ، گزارش شده است. ابتدا، گزارش‌هایی از ویدئوی این کانال به زبان انگلیسی و سپس به سایر زبان ها، منتشر شد. 

## تاریخچه
در مصاحبه با کوتاکو، مالک کانال مدعی شده است که این بازی را از شبکه مخفی تور، پس از این که از یکی از مشترکین کانال پیامی دریافت کرده است، دانلود نموده است. مشترک کانال نیز مدعی است که لینک این بازی را در یک انجمن و از طریق کاربری به نام زی‌کِی (به انگلیسی : ZK ) دروب عمیق یافته است. همچنین، افرادی متذکر شده بودند که این بازی ممکن است محتوای خشن یا کودک آزارانه را در خود جای داده باشد. 

## محتوا
این بازی بدین صورت است که شما در راهروهایی در حال راه رفتن هستید و در عین حال، لوپ ها و سمپل های صوتی به طور مداوم و روی هم، در حال پخش شدن هستند. صداهای این بازی به طور خاص، مصاحبه های ضبط شده از جنایتکارانه شناخته شده مانند چارلز منسون هستند. همچنین در بازی، صداهای دیستورت یا وارونه شده نیز شدیداً به گوش میرسند. همچنین صداهایی مانند راپسودی سوئدی نیز در این بازی شنیده می‌شوند.  
در حالی که کاربر در حال کنترل کرکتر بازی است، ممکن است تصویرها  به صورت ناگهانی به او نشان داده شوند. این تصویرها بازی کننده را از ادامه بازی باز داشته و تا زمانی که تصویر بسته شود، اجازه ادامه بازی را به کاربر نمی‌دهد. همچنین این تصاویر ممکن است اشاره ای بهکودک آزاری، بخصوص کسانی که در عملیات یوتری قربانی شده اند داشته باشد.همچنین عده ای می‌گوید که این بازی یک کپی دارد به نام red world  که در پلتفرم روبلاکس قابل بازی می‌باشد که در ان کپی مکانیک های جدیدی مانند یک اتش که باعث مرگ کرکتر بازی میشود هم دیده شده و باعث نشان دادن ارور roblox shut down server for maintenance میشود درون کپی میتوان یک NPC با ظاهر کرکتری از اندرتیل پیدا کرد،در red world میتوان اهنگ hong kong 97 را وارونه شنید،red world هم باعث کشته شدن کشف کننده این کپی از شیطان اندوهگین شده است. 